# 甕蕙
甕蕙（1524年—1568年），字季芳，號孟所，直隸保定府安肅縣人，民籍，明朝政治人物。

## 生平
嘉靖三十四年（1555年）乙卯科順天府鄉試第五十一名舉人。嘉靖三十五年（1556年）聯捷丙辰科三甲第十六名進士。大理寺观政，授浙江嘉兴府推官，三十八年升兵部主事，四十五年升员外，隆慶元年升郎中，二年升陕西西安府知府，卒。

## 家族
曾祖甕良器，訓導；祖父甕富，訓導；父甕大倫，歲貢生贈兵部主事。母國氏，贈安人。兄甕蘭、弟甕觀。